# Xã Hines, Quận Beltrami, Minnesota
Xã Hines (tiếng Anh: Hines Township) là một xã thuộc quận Beltrami, tiểu bang Minnesota, Hoa Kỳ. Năm 2010, dân số của xã này là 689 người.